# Eugène Ier de Ligne
Eugène Ier François Charles Lamoral, 8e prince de Ligne, né le 28 janvier 1804 à Bruxelles où il est mort le 20 mai 1880, est un diplomate et un homme d'État belge.

## Biographie
Eugène est le fils du prince Louis-Eugène de Ligne (1766-1813) et de Louise van der Noot de Duras (remariée au comte Charles d'Oultremont). À la suite de la mort de son grand-père Charles-Joseph en 1814, son père et son oncle ayant précédé celui-ci dans la mort, le prince Eugène devient le chef de la Maison de Ligne et se retrouve à la tête d'un vaste patrimoine foncier (6 000 hectares en Belgique).
Lors de la révolution belge de 1830, il fait partie des notables partis à Vilvorde tenter de convaincre le prince Guillaume de ne pas entrer avec ses troupes dans Bruxelles. C'est en vain. Le prince de Ligne regagne ensuite son domaine de Belœil. Il est proposé au trône royal de Belgique en 1831, et refuse la lieutenance générale du futur royaume qu’une délégation du Congrès national venait lui proposer. 
Qu'il ne soit pas en sympathie avec les fondateurs de la Belgique, il le démontre clairement en 1834. Avec d'autres orangistes notables, parmi lesquels son beau-père Georges de Trazegnies, il souscrit parmi les donateurs pour le rachat des chevaux du haras de Tervuren qui avaient appartenu au prince d'Orange, afin de les lui offrir. La colère populaire à l'encontre d'un tel geste se manifeste par la mise à sac de sa résidence bruxelloise. En guise de protestation, Ligne se retire à Vienne. 
Ce n'est qu'en 1837 que le prince Eugène se réconcilie avec la Belgique. Le roi Léopold Ier lui en sait gré et le nomme immédiatement représentant belge au couronnement de la reine Victoria à Londres en 1838. Et un mois plus tard, il devient le premier Belge à recevoir le grand cordon de l'Ordre de Léopold. 

### Carrière diplomatique et politique
Le prince Eugène mène ensuite une brillante carrière diplomatique et politique. De 1842 au renversement du roi Louis-Philippe Ier en 1848, il est ambassadeur à Paris, poste que seul un personnage aussi fortuné que lui pouvait remplir sans problèmes financiers. À cette époque, la carrière diplomatique nécessite une vie mondaine très active, très représentative et très coûteuse pour lesquels les Etats ne défrayaient pas leurs représentants.
De retour en Belgique en 1848, le prince Eugène est élu sénateur par l'arrondissement d'Ath. Il est président du Sénat belge pendant 27 ans, de 1852 à 1879.
En 1856, le prince de Ligne représente le roi des Belges au couronnement du tsar Alexandre II à Moscou. En 1863, le roi Léopold Ier lui octroie le titre honorifique de ministre d'État. Il est également chevalier de l'ordre de la Toison d'or et président de la Société centrale belge d'agriculture.
Outre son domaine de Belœil, il dispose dans la capitale belge d'un hôtel, ancien hôtel du comte de Lannoy, situé en face du parc royal de Bruxelles, au croisement de la rue Royale et de la rue des Colonies. Le prince y donne régulièrement réceptions et bals. En tournée en Belgique avec son orchestre de Vienne, Johann Strauss y joue des valses pour les invités d'un bal organisé par le prince de Ligne.
Durant sa carrière politique, le prince Eugène reste un des plus fermes soutiens du libéralisme constitutionnel. Mais ce libéralisme devenant de plus en plus anticlérical, il refuse de suivre son parti dans cette voie. En 1879, il vote contre la loi scolaire sur l'enseignement primaire et renonce à la présidence du Sénat et à son mandat de sénateur.

### Décès
Il meurt en 1880, à l'âge de 76 ans, à Bruxelles. Il repose à Belœil. Lors de son décès, le prince Eugène était un des hommes les plus riches de Belgique. Sa fortune est partagée entre les enfants et petits-enfants de ses trois mariages successifs. Son petit-fils Louis, 9e prince de Ligne, reçoit le domaine de Belœil. Son fils cadet Charles obtient le château et les terres d’Antoing.

### Titres
- 8e prince de Ligne,
- Prince d'Amblise et d'Épinoy.

« Par décision rétroactive d'Albert Ier, roi des Belges, du 31 mai 1923 :
- Les descendants d'Eugène de Ligne « sont autorisés à continuer à porter le prédicat d'Altesse dont il a été fait usage pour leur Maison depuis le XVIIIe siècle » ;
- Article II : Le prince Louis-Ernest-Henri-Lamoral de Ligne est autorisé à continuer à porter le titre de prince d'Amblise et d'Épinoy.
Ce titre est transmissible par ordre de primogéniture masculine dans la descendance directe et légitime de son aïeul le prince Eugène-François-Charles-Lamoral de Ligne[réf. à confirmer]

. »

### Fonctions héréditaires
- Grand d'Espagne.

### Ordres
- Chevalier de l'ordre souverain de Malte[3]

### Décorations

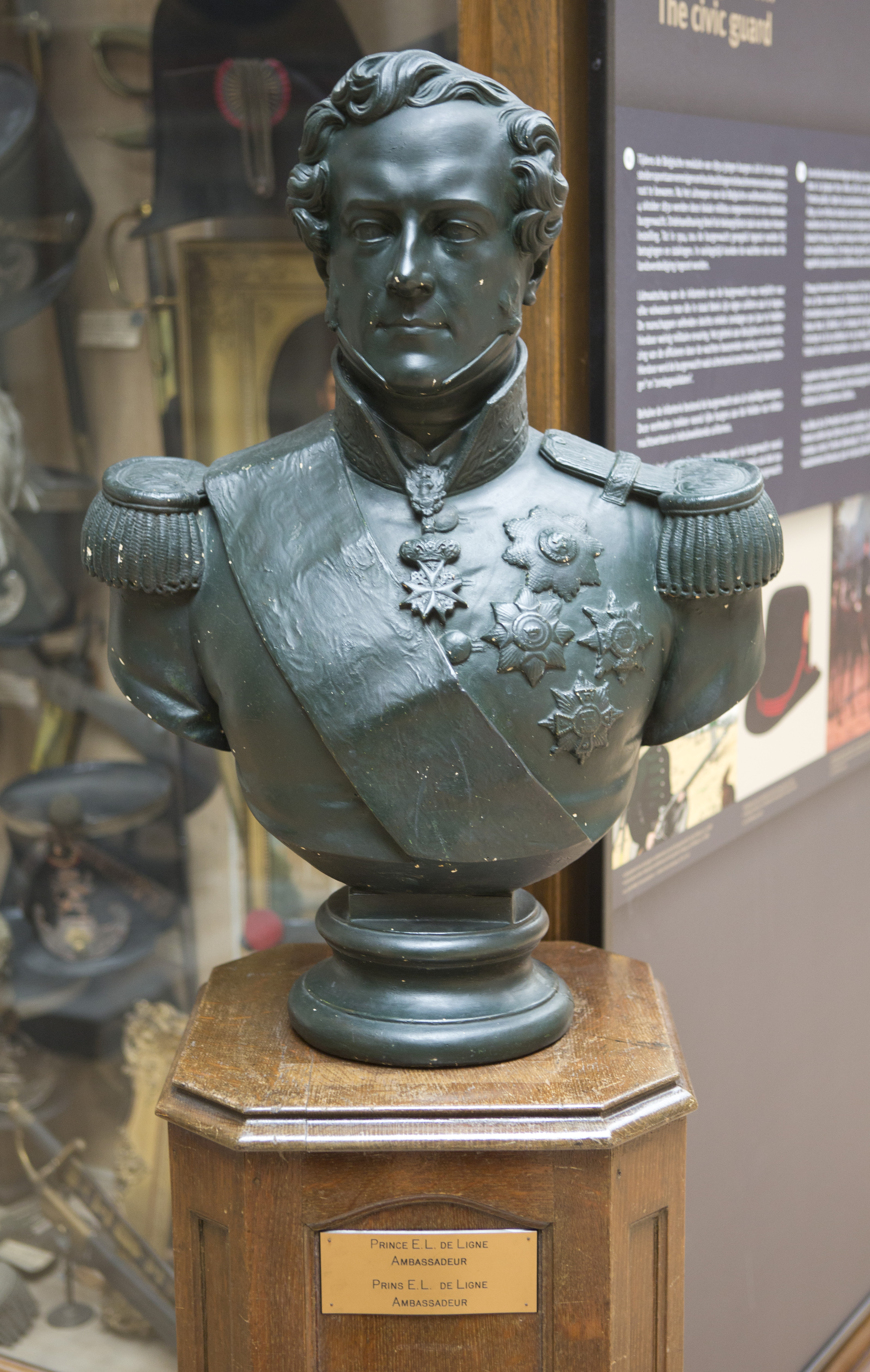
Buste du prince de Ligne.

- Chevalier de l'ordre espagnol de la Toison d'or (1846, brevet no 971 :  Royaume d'Espagne) ;
- Chevalier de l'ordre de l'Aigle noir ( Royaume de Prusse) ;
- Grand cordon de l'ordre de Léopold ( Royaume de Belgique) ;
- Grand-croix de l'ordre de Saint-Michel (Bavière) ( Royaume de Bavière) ;
- Grand-croix de l'ordre de Saint-Hubert (Bavière) ( Royaume de Bavière) ;
- Grand-croix de l'ordre de la Maison ernestine de Saxe ( Royaume de Saxe) ;
- Grand-croix de la Légion d'honneur (22 août 1846 :  Royaume de France) ;
- Chevalier de l'ordre de Saint-Janvier ( Royaume des Deux-Siciles) ;
- Grand-croix de l'ordre de Pie IX ( États pontificaux) ;

## Vie familiale
Fils de Louis-Eugène de Ligne (12 mai 1766 - Bruxelles 10 mai 1813 - Bruxelles) et de Louise van der Noot de Duras (15 septembre 1785 - Bruxelles 4 mars 1863 - Paris), Eugène s'est marié trois fois:
- Il épouse, le 12 mai 1823 (Le Rœulx), Amélie Mélanie de Conflans (18 juin 1802 - Bruxelles 31 janvier 1833 - Florence), petite-fille du maréchal de France Louis de Conflans, marquis d'Armentières, dont:

1. Henri Maximilien Joseph Charles Louis Lamoral de Ligne (16 octobre 1824 - Paris 27 novembre 1871 - château de Belœil), marié, le 30 septembre 1851 à Paris, avec Marguerite (29 mars 1832 - 3 juillet 1917), fille d'Ernest de Talleyrand-Périgord (17 mars 1807 - Orléans 22 janvier 1871 - Bruxelles), comte de Talleyrand-Périgord, dont :
  1. Louis Eugène (18 juillet 1854 - Paris 27 août 1918 - Belœil (Belgique)), 9e prince de Ligne, prince d'Amblise et d'Épinoy, grand d'Espagne, ambassadeur extraordinaire, Chevalier grand-croix de l'ordre royal de Victoria (25 janvier 1910), marié avec Élisabeth, fille de Sosthène II, vicomte de La Rochefoucauld (1825-1908), duc de Doudeauville et duc de Bisaccia, dont :
    1. Marie-Suzanne (Maunuy 22 juillet 1885 - Paris 13 janvier 1971), mariée le 27 janvier 1906 avec Alexander, prince de Thurn und Taxis (1881-1937)

  2. Marie-Mélanie (26 novembre 1855 - Paris 2 avril 1931 - Rome), princesse de Ligne, mariée, le 2 juin 1875 à Paris, avec Friedrich Georg (1843- 1916), Duc de Beaufort-Spontin, dont
  3. Ernest Louis Henri Lamoral (13 janvier 1857 - Paris Ier 23 juin 1937 - Bruxelles), 10e prince de Ligne, prince d'Amblise et d'Épinoy, grand d'Espagne, Chevalier de l'ordre illustrissime de la Toison d'or (1930, brevet no 1170), marié avec Diane de Cossé-Brissac, dont;
    1. Jeanne (Bruxelles (Bruxelles 2 octobre 1887 - Montabon 23 février 1974, mariée avec le marquis de Moustier (1882-1945)
    2. Marguerite (1888-1889)
    3. Isabelle (Bruxelles 23 septembre 1889 - 11 décembre 1968), mariée avec prince Réginald de Croÿ (1878-1961)
    4. Claude (1890-1900)
    5. Henriette (Bruxelles 31 décembre 1891 - Tramécourt 19 février 1981), mariée avec Robert de Chabot-Tramecourt (1890-1944)
    6. Eugène (Beuilpont 10 août 1893 - Beloeil 26 juin 1960) marié à Philippine de Noailles (Paris 23 août 1898 - Beloeil 13 août 1991)
      1. Baudouin (Paris 27 novembre 1918 - Beloeil 3 mars 1985), 11e prince de Ligne, marié en 1946 avec comtesse Monique de Bousies (mariage dissous 1954)
      2. Isabelle (Bucarest 14 février 1921 - Marbella 12 novembre 2000), mariée au marquis de Villalobar (Madrid 1912 - 2004)
      3. Yolande (Madrid 6 mai 1923), mariée à Charles de Habsbourg-Lorraine, archiduc d'Autriche (Baden-Wien 10 mars 1918 - Bruxelles 11 décembre 2007)
      4. Antoine de Ligne (Bruxelles 8 mars 1925 - Beloeil 21 août 2005), 12e prince de Ligne, marié avec princesse Alix du Luxembourg (Berg, 7 août 1929), dont:
        1. Michel de Ligne (Beloeil 26 mai 1951), 13e prince de Ligne, marié avec princesse Eleonora d'Orléans-Braganza (Jacarézinho 20 mai 1953)
          1. Alix de Ligne (née en 1984)
          2. Henri de Ligne (né en 1989)

        2. Wauthier (Beloeil 10 juillet 1952), marié avec comtesse Marguerite de Renesse (Louvain 6 juin 1955)
        3. Anne (Beloeil 3 avril 1954) mariée au prince Antonio d'Orléans Braganze
        4. Sophie (Beloeil 23 avril 1957) mariée au marquis Philippe de Nicolaÿ (mariage dissous 1998)
        5. Antoine (Colmarberg 28 décembre 1959) marié à la comtesse Jacqueline de Lannoy (Uccle 15 mars 1966)
        6. Yolande (Beloeil 16 juin 1964) mariée avec Hugo Townsend (Windsor 29 juin 1945) fils de Peter Townsend et de Rosemary Pawle sa première épouse

    7. Baudouin (1896-1914)
    8. Charlotte-Beatrix (Moulbaix 28 août 1898 - Frasnes 8 novembre 1982, mariée au comte Paul de Lannoy (1898-1981)
    9. Thérèse (Bruxelles 27 décembre 1905 - ), mariée au comte Bernard d'Ursel (1904-1965)

  4. Eugène (Paris 15 décembre 1858 - 17 juin 1882 - Paris) ;
  5. D'une relation adultère avec la future tragédienne Sarah Bernhardt (1844-1923) : Maurice Bernhardt (Paris 22 décembre 1864 - 21 décembre 1928),
2. Louis (2 mars 1827 - 13 avril 1845) ;

- Il s'unit en secondes noces, le 21 juillet 1834 à Bruxelles, avec Nathalie de Trazegnies (7 septembre 1811 - Bruxelles †4 juin 1835  - Belœil), fille de Georges de Trazegnies (6 mars 1762 - Namur † 16 décembre 1849 - Bruxelles), marquis de Trazegnies, comte de Trazegnies et de L'Empire (lettres patentes de 1811), membre du Congrès national de Belgique, dont :

1. Nathalie (31 mai 1835 - Belœil † 23 juillet 1863 - Trazegnies), mariée, le 15 septembre 1853 à Belœil, avec Rudophe de Croÿ (13 mars 1823 - Dülmen, Westphalie 8 février 1902 - Cercle nautique de Cannes), 11e duc de Croÿ, dont postérité ;

- Sa troisième femme est Hedwige Lubomirska (29 juin 1815, Przeworsk - 14 février 1895, Bruxelles), fille du prince Henryk Lubomirski, épousée le 28 octobre 1836 à Vienne (Autriche), dont il eut :

1. Charles Joseph Eugène Henri Georges Lamoral (17 novembre 1837 - Bruxelles 11 mai 1914 - Bruxelles), marié, le 1er juin 1876 à Paris, avec Charlotte de Gontaut-Biron (19 juillet 1852, La Chapelle-sur-Oudon -  27 juin 1933, Bruxelles), fille de Étienne Charles de Gontaut (1818 - 1871), marquis de Biron, dont :
  1. Une fille,
  2. Henri Florent Lamoral (29 décembre 1881, Bruxelles - 15 mai 1967, Montreux), mariée avec Charlotte de La Trémoille, (20 novembre 1892, Paris -  27 octobre 1971, Paris), fille de Louis-Charles-Marie de La Trémoille, dont :
    1. Jean Charles Lamoral de Ligne-La Trémoille (en) (16 juin 1911 - 9 juillet 2005), marié, le 11 mars 1942, avec Maria del Rosario de Lambertye-Gerbéviller, dont :
      1. Hedwige Marie (née en 1943), mariée avec Charles, prince de Mérode ;
      2. Charles-Antoine de Ligne-La Trémoille (né le 30 septembre 1946), entrepreneur, prétendant au trône du royaume de Jérusalem, marié (1°) le 7 octobre 1971 (divorcé en 1975) à lady Moira Beatrice Forbes, fille de Arthur Forbes, 9e comte de Granard (en), puis marié (2°), le 23 janvier 1976, à la princesse Alyette Isabelle Odile Marie de Croÿ-Rœulx, dont il a deux fils
        1. Edouard Lamoral Rodolphe (né le 27 septembre 1976 - Paris), marié en septembre 2009[4] (château d'Antoing) avec l'actrice italienne Isabella Orsini, dont :
          1. Althea Isabella Orsini de Ligne la Trémoïlle (née le 12 mai 2010) ;

        2. Charles Lamoral Joseph Malcolm (né le 25 février 1980 - Paris)

      3. Nathalie Marie (1948–1992), marié en 1973 à Alain Aimery Edmond Armand, prince de Polignac;
2. Edouard (7 février 1839 - Bruxelles 17 octobre 1911 - La Neuville), marié avec Thurlow-Cunynghame, puis, le 12 mars 1874 à Baden-Baden, avec Eulalie zu Solms-Braunfels (2 février 1851 - 16 août 1922), dont :
  1. Albert (1874 - 1957), Grand officier de la Légion d'honneur, marié, dont postérité ;
3. Isabelle (15 avril 1840 - Bruxelles 11 mars 1858 - Bruxelles) ;
4. Marie Georgine Sophie Hedwige de Ligne (Bruxelles 19 avril 1843 - Paris 3 mars 1898), mariée à Beloeil le 8 juillet 1862 avec Sosthène II de La Rochefoucauld (1825 † 1908), 13e marquis de Surgères, 10e duc de Bisaccia (1851 - Deux-Siciles), 4e duc de Doudeauville (1887), ambassadeur, député de la Sarthe (1871-1898), président du Jockey Club de Paris, dont postérité (Famille La Rochefoucauld-DoudeauvilleMarie Georgine de Ligne, Léon Bonnat, 1899.

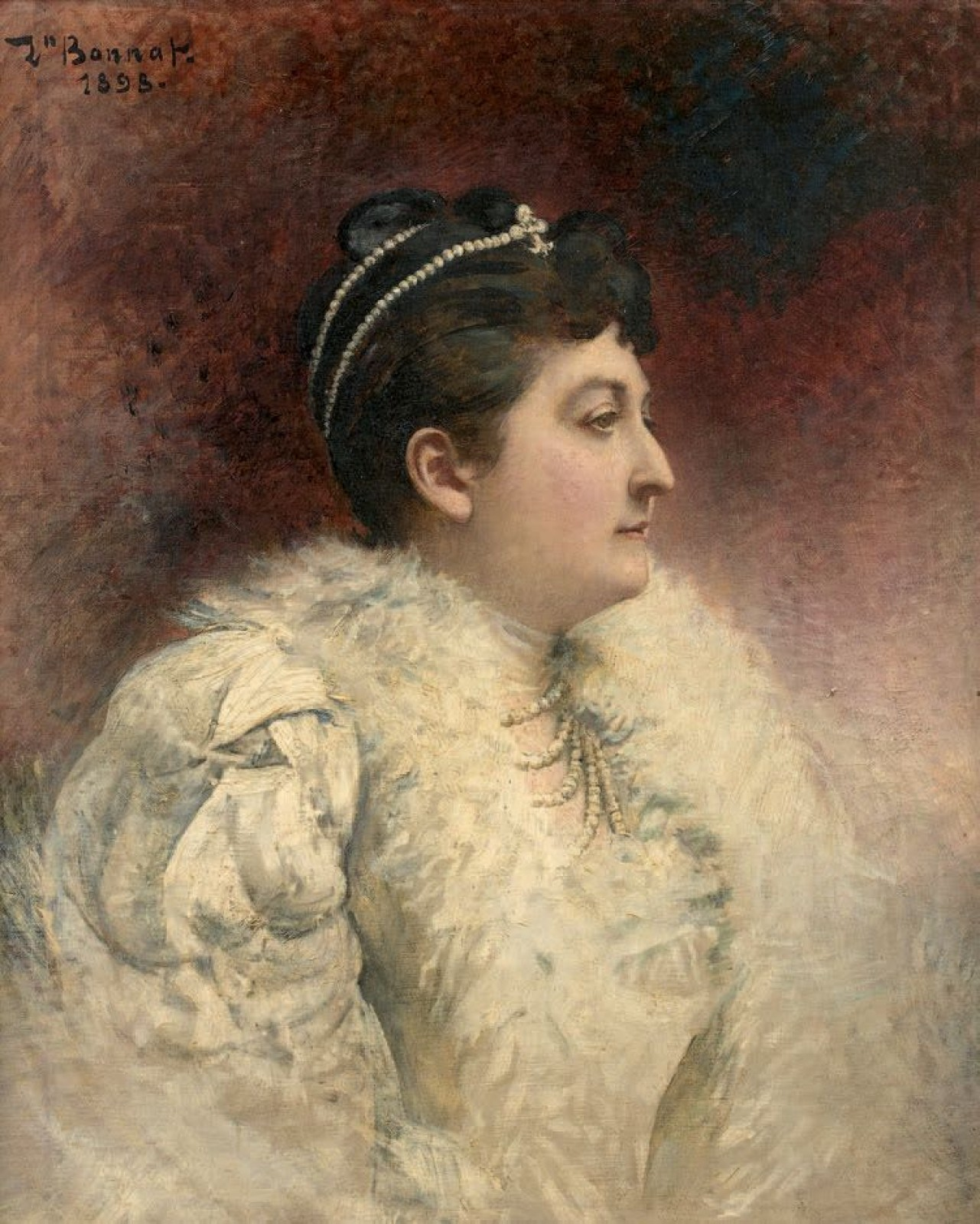
Marie Georgine de Ligne, Léon Bonnat, 1899.